# La Guixera (Sant Joan de les Abadesses)
La Guixera és una obra de Sant Joan de les Abadesses (Ripollès) protegida com a Bé Cultural d'Interès Local.

## Descripció
Es tracta d'un edifici en què destaca la façana. L'immoble té una estructura de caràcter basilical amb tres naus, la central és més alta que les dues laterals. La coberta de la nau central era a dues aigües, mentre que les laterals només tenien un sol vessant. En la part superior de la part central de la façana destaca un òcul; a sota s'obre una finestra en arc de mig punt.
La Guixera forma part del paisatge tradicional de la muntanya del Colomer. El seu estat actual és deficient.